# Marian Zieliński
Marian Zieliński (Chełm, Polònia 1929 - Varsòvia 2005) fou un aixecador polonès, guanyador de tres medalles olímpiques.

## Biografia
Va néixer el 24 de desembre de 1929 a la ciutat de Chełm, població situada al voivodat de Lublin.
Va morir el 13 d'octubre de 2005 a la seva residència de la ciutat de Varsòvia.

## Carrera esportiva
Va participar, als 26 anys, en els Jocs Olímpics d'Estiu de 1956 realitzats a la ciutat de Melbourne (Austràlia), on va aconseguir guanyar la medalla de bronze en la prova masculina de pes ploma (-60 kg.). En els Jocs Olímpics d'Estiu de 1960 realitzats a Roma (Itàlia) guanyà un diploma olímpic en finalitzar quart en la prova de pes lleuger, aconseguint posteriorment la medalla de bronze en aquesta mateixa prova en els Jocs Olímpics d'Estiu de 1964 realitzats a Tòquio (Japó) i en els Jocs Olímpics d'Estiu de 1968 celebrats a Ciutat de Mèxic (Mèxic).
Al llarg de la seva carrera ha guanyat vuit medalles en el Campionat del Món d'halterofília, dues d'elles d'or, i nou medalles en el Campionat d'Europa. Fou, així mateix, set vegades campió del seu país.